# Euthictis
Euthictis é um gênero de traça pertencente à família Agonoxenidae.